# Sauber C35
Pour les articles homonymes, voir C 35.
Chronologie des modèles (2016)
Sauber C34 Sauber C36
La Sauber C35 est la monoplace de Formule 1 engagée par l'écurie suisse Sauber dans le cadre du championnat du monde de Formule 1 2016. Elle est pilotée par le Suédois Marcus Ericsson et par le Brésilien Felipe Nasr qui effectuent tous deux leur seconde saison au sein de l'écurie d'Hinwil. 
Conçue par l'ingénieur français Éric Gandelin et par le Britannique Mark Smith, la C35 est présentée le 29 février 2016 à l'usine d'Hinwil en Suisse, après que sa livrée a été dévoilée le 21 février sur le châssis Sauber C34 de 2015.

## Création de la monoplace
Simple évolution de la Sauber C34 de la saison précédente, la C35 s'en distingue par des pontons plus compacts, plus enveloppés et creusés à leur base, ce qui permet d'améliorer les capacités du diffuseur. Ils se resserrent autour des radiateurs de la monoplace, à l'instar de la Ferrari SF15-T, tandis que le déflecteur horizontal a été allongé. L'aileron avant ne subit pas d'évolutions majeures par rapport à celui de sa devancière,. Au contraire des autres monoplaces du plateau, le pylône de l’aileron arrière est constitué de deux branches réunies à la base et qui se séparent pour s'accrocher sur le volet principal de l'aileron, alors que le fond plat est doté d'un déflecteur supplémentaire, comme ses concurrentes.
Pour Mark Smith, le directeur technique de Sauber, la C35 est une très bonne évolution de la C34 : « Pour le développement de la Sauber C35-Ferrari, nous avons légèrement changé la philosophie de notre développement aérodynamique. Cela peut paraître insignifiant, mais l'impact sur le développement de la voiture est significatif ». Monisha Kaltenborn, la directrice de l'écurie, souhaite que celle-ci s'implante en milieu de grille avant d'atteindre des objectifs plus ambitieux : « Nous souhaitons clairement nous améliorer. Nous avons un objectif précis mais pour commencer, il nous faut nous établir comme une équipe de milieu de tableau. Et c’est seulement à ce moment-là que nous pourrons avoir un objectif chiffré. Ericsson et Nasr ont tous deux effectué une bonne première saison chez nous. Ils ont commis très peu d’erreurs et ont su apprendre de celles-ci. Ils vont maintenant devoir montrer ce qu’ils savent faire grâce à tout ce qu’ils ont appris »,.

## Résultats en championnat du monde de Formule 1
| Saison | Écurie         | Moteur                    | Pneus   | Pilotes         | Courses | Courses | Courses | Courses | Courses | Courses | Courses | Courses | Courses | Courses | Courses | Courses | Courses | Courses | Courses | Courses | Courses | Courses | Courses | Courses | Courses | Points inscrits | Classement |
| Saison | Écurie         | Moteur                    | Pneus   | Pilotes         | 1       | 2       | 3       | 4       | 5       | 6       | 7       | 8       | 9       | 10      | 11      | 12      | 13      | 14      | 15      | 16      | 17      | 18      | 19      | 20      | 21      | Points inscrits | Classement |
| ------ | -------------- | ------------------------- | ------- | --------------- | ------- | ------- | ------- | ------- | ------- | ------- | ------- | ------- | ------- | ------- | ------- | ------- | ------- | ------- | ------- | ------- | ------- | ------- | ------- | ------- | ------- | --------------- | ---------- |
| 2016   | Sauber F1 Team | Ferrari Type 061 V6 Turbo | Pirelli |                 | AUS     | BAH     | CHI     | RUS     | ESP     | MON     | CAN     | EUR     | AUT     | GBR     | HON     | ALL     | BEL     | ITA     | SIN     | MAL     | JAP     | USA     | MEX     | BRÉ     | ABU     | 2               | 10e        |
| 2016   | Sauber F1 Team | Ferrari Type 061 V6 Turbo | Pirelli | Marcus Ericsson | Abd     | 12e     | 16e     | 14e     | 12e     | Abd     | 15e     | 17e     | 15e     | Abd     | 20e     | 18e     | Abd     | 16e     | 17e     | 12e     | 15e     | 14e     | 11e     | Abd     | 15e     | 2               | 10e        |
| 2016   | Sauber F1 Team | Ferrari Type 061 V6 Turbo | Pirelli | Felipe Nasr     | 15e     | 14e     | 20e     | 16e     | 15e     | Abd     | 18e     | 12e     | 13e     | 15e     | 17e     | Abd     | 17e     | Abd     | 13e     | Abd     | 19e     | 15e     | 15e     | 9e      | 16e     | 2               | 10e        |

Légende : ici